# Hinrich Romeike
Hinrich Peter Romeike (Hamburg 26 mei 1963) is een Duits ruiter gespecialiseerd in eventing. Romeike behaalde tijdens de Olympische Zomerspelen 2004 de vijfde plaats individueel en in eerste instantie de gouden medaille in de landenwedstrijd, deze veranderde na toegekende protesten met betrekking tot zijn ploeggenote Bettina Hoy in een vierde plaats. Twee jaar later tijdens de Wereldruiterspelen 2006 in zijn thuisland behaalde hij een vijfde plaats individueel en de wereldtitel in de landenwedstrijd. In 2008 won hij zowel de olympische gouden medaille individueel als in de landenwedstrijd.

## Resultaten
- Olympische Zomerspelen 2004 in Athene 5e individueel eventing met Marius 110
- Olympische Zomerspelen 2004 in Athene 4e landenwedstrijd eventing met Marius 110
- Wereldruiterspelen 2006 in Aken 5e individueel eventing met Marius
- Wereldruiterspelen 2006 in Aken  landenwedstrijd eventing met Marius
- Olympische Zomerspelen 2008 in Hongkong  individueel eventing met Shear Marius
- Olympische Zomerspelen 2008 in Hongkong  landenwedstrijd eventing met Marius

1912: Axel Nordlander ·
1920: Helmer Mörner ·
1924: Dolf van der Voort van Zijp ·
1928: Charles Pahud de Mortanges ·
1932: Charles Pahud de Mortanges ·
1936: Ludwig Stubbendorf ·
1948: Bernard Chevallier ·
1952: Hans von Blixen-Finecke jr. ·
1956: Petrus Kastenman ·
1960: Lawrence Morgan ·
1964: Mauro Checcoli ·
1968: Jean-Jacques Guyon ·
1972: Richard Meade ·
1976: Edmund Coffin ·
1980: Euro Federico Roman ·
1984: Mark Todd ·
1988: Mark Todd ·
1992: Matt Ryan ·
1996: Blyth Tait ·
2000: David O'Connor ·
2004: Leslie Law ·
2008: Hinrich Romeike ·
2012: Michael Jung ·
2016: Michael Jung ·
2020: Julia Krajewski ·
2024: Michael Jung
1912: Nordlander, Adlercreutz, Casparsson,  Horn af Åminne ·
1920: Mörner, Lundström, von Braun,  Dyrsch ·
1924: Van der Voort van Zijp, Pahud de Mortanges, De Kruijff,  Colenbrander ·
1928: Pahud de Mortanges, De Kruijff, Van der Voort van Zijp ·
1932: Thomson, Chamberlin, Argo ·
1936: Stubbendorf, Lippert, von Wangenheim ·
1948: Henry, Anderson, Thomson ·
1952: von Blixen-Finecke, Stahre, Frölén ·
1956: Weldon, Rook, Hill ·
1960: Morgan, Lavis, Roycroft ·
1964: Checcoli, Angioni, Ravano ·
1968: Allhusen, Meade, Jones ·
1972: Meade, Gordon-Watson, Parker, Phillips ·
1976: Coffin, Plumb, Davidson, Tauskey ·
1980: Blinov, Salnikov, Volkov, Rogosjin ·
1984: Plumb, Stives, Fleischmann, Davidson ·
1988: Erhorn, Baumann, Kaspareit, Ehrenbrink ·
1992: Green, Rolton, Hoy, Ryan ·
1996: Schaeffer, Rolton, Hoy, Dutton ·
2000: Dutton, Hoy, Tinney, Ryan ·
2004: Boiteau, Lyard, Courrèges, Teulère, Touzaint ·
2008: Thomsen, Ostholt, Dibowski, Klimke, Romeike ·
2012: Auffarth, Jung, Klimke, Schrade, Thomsen ·
2016: Laghouag, Lemoine, Nicolas, Vallette ·
2020: Collett, McEwen, Townend ·
2024: Canter, Collett, McEwen
- Nationale Bibliotheek van Tsjechië: xx0189346
- Virtual International Authority File: 311118194